# Regierung Holt II
Die Regierung Holt II regierte Australien vom 14. Dezember 1966 bis zum 19. Dezember 1967. Es handelte sich um eine Koalitionsregierung der Liberal Party (LP) und der Country Party (CP).
Harold Holt wurde am 26. Januar 1966, nach dem Rücktritt von Harold Menzies, Premierminister. Bei der Parlamentswahl am 26. November 1966 baute die regierende Koalition ihre Mehrheit im Repräsentantenhaus aus. Die Liberal Party erhielt 61, die County Party 21 der 124 Sitze. Holt blieb Premierminister einer Koalition aus LP und CP. Holt verschwand am 17. Dezember 1967 beim Schwimmen im Meer vor der Küste von Victoria. Premierminister bis zur Wahl eines neuen Vorsitzenden der Liberal Party wurde der stellvertretende Premierminister John McEwen von der Country Party.

## Ministerliste
| Kabinett                                                                 | Kabinett         | Kabinett | Kabinett                              | Kabinett |
| Amt                                                                      | Minister         | Partei   | Amtszeit                              | Bild     |
| ------------------------------------------------------------------------ | ---------------- | -------- | ------------------------------------- | -------- |
| Premierminister                                                          | Harold Holt      | LP       | 14. Dezember 1966 – 19. Dezember 1967 |          |
| Minister für Handel und Industrie                                        | John McEwen      | CP       | 14. Dezember 1966 – 19. Dezember 1967 |          |
| Schatzminister                                                           | William McMahon  | LP       | 14. Dezember 1966 – 19. Dezember 1967 |          |
| Außenminister                                                            | Paul Hasluck     | LP       | 14. Dezember 1966 – 19. Dezember 1967 |          |
| Verteidigungsminister                                                    | Allen Fairhall   | LP       | 14. Dezember 1966 – 19. Dezember 1967 |          |
| Innenminister                                                            | Doug Anthony     | CP       | 14. Dezember 1966 – 16. Oktober 1967  |          |
| Minister für Versorgung                                                  | Denham Henty     | LP       | 14. Dezember 1966 – 19. Dezember 1967 |          |
| Minister für die Grundstoffindustrie                                     | Charles Adermann | CP       | 14. Dezember 1966 – 16. Oktober 1967  |          |
| Minister für die Grundstoffindustrie                                     | Doug Anthony     | CP       | 16. Oktober 1967 – 19. Dezember 1967  |          |
| Generalpostmeister                                                       | Alan Hulme       | LP       | 14. Dezember 1966 – 19. Dezember 1967 |          |
| Vizepräsident des Executive Council                                      | Alan Hulme       | LP       | 14. Dezember 1966 – 19. Dezember 1967 |          |
| Minister für nationale Entwicklung                                       | David Fairbairn  | LP       | 14. Dezember 1966 – 19. Dezember 1967 |          |
| Minister für Bildung und Wissenschaft                                    | John Gorton      | LP       | 14. Dezember 1966 – 19. Dezember 1967 |          |
| Bauminister                                                              | John Gorton      | LP       | 26. Januar 1966 – 28. Februar 1967    |          |
| Minister für Arbeit und Wehrpflicht                                      | Les Bury         | LP       | 14. Dezember 1966 – 19. Dezember 1967 |          |
| Sozialminister                                                           | Ian Sinclair     | CP       | 16. Oktober 1967 – 19. Dezember 1967  |          |
| Assistant Minister für Handel und Industrie                              | Ian Sinclair     | CP       | 16. Oktober 1967 – 19. Dezember 1967  |          |
|                                                                          |                  |          |                                       |          |
| Juniorminister                                                           |                  |          |                                       |          |
| Innenminister                                                            | Peter Nixon      | LP       | 16. Oktober 1967 – 19. Dezember 1967  |          |
| Bauminister                                                              | Bert Kelly       | LP       | 28. Februar 1967 – 19. Dezember 1967  |          |
| Minister für Schifffahrt und Verkehr                                     | Gordon Freeth    | LP       | 14. Dezember 1966 – 19. Dezember 1967 |          |
| Minister für Territorien                                                 | Charles Barnes   | CP       | 14. Dezember 1966 – 19. Dezember 1967 |          |
| Minister für die Luftfahrt                                               | Reginald Swartz  | LP       | 14. Dezember 1966 – 19. Dezember 1967 |          |
| Minister für Einwanderung                                                | Billy Snedden    | LP       | 14. Dezember 1966 – 19. Dezember 1967 |          |
| Gesundheitsminister                                                      | Jim Forbes       | LP       | 14. Dezember 1966 – 19. Dezember 1967 |          |
| Minister für die Luftwaffe                                               | Peter Howson     | LP       | 14. Dezember 1966 – 19. Dezember 1967 |          |
| Minister für Zölle und Verbrauchssteuern                                 | Ken Anderson     | LP       | 14. Dezember 1966 – 19. Dezember 1967 |          |
| Minister für Repatriierung                                               | Colin McKellar   | CP       | 14. Dezember 1966 – 19. Dezember 1967 |          |
| Sozialminister                                                           | Ian Sinclair     | CP       | 14. Dezember 1966 – 16. Oktober 1967  |          |
| Ministerin für Wohnraum                                                  | Annabelle Rankin | LP       | 14. Dezember 1966 – 19. Dezember 1967 |          |
| Armeeminister                                                            | Malcolm Fraser   | LP       | 14. Dezember 1966 – 19. Dezember 1967 |          |
| Generalstaatsanwalt                                                      | Nigel Bowen      | LP       | 14. Dezember 1966 – 19. Dezember 1967 |          |
| Marineminister                                                           | Don Chipp        | LP       | 14. Dezember 1966 – 19. Dezember 1967 |          |
| Assistant Minister für Handel und Industrie                              | Ian Sinclair     | CP       | 16. Oktober 1967 – 19. Dezember 1967  |          |
| Assistant Minister für Tourismus im Ministerium für Handel und Industrie | Don Chipp        | LP       | 14. Dezember 1966 – 19. Dezember 1967 |          |
| Assistant Minister im Schatzministerium                                  | Peter Howson     | LP       | 26. Januar 1966 – 14. Dezember 1966   |          |